# BRP Filipino Flojo
Le BRP Filipino Flojo (PC-386) est le quinzième navire de la classe Jose Andrada de la marine philippine. Il fait partie du deuxième lot de sa classe, commandé par l’intermédiaire des ventes militaires à l’étranger des États-Unis en 1993. Il a été mis en service par la marine philippine le 22 mai 1996,. Il est actuellement en service actif dans la Force de combat littorale de la flotte philippine. Il a d’abord été désigné comme Fast Patrol Craft, et a été numéroté « DF-386 », mais plus tard, il a été redésigné comme une canonnière de patrouille, et a été renuméroté « PG-386 ». Une autre reclassification a été effectuée en avril 2016, qui l’a redésigné en patrouilleur côtier « PC-386 ».

## Conception
En 1989, les Philippines ont passé une commande de 4 patrouilleurs rapides à Trinity-Equitable (anciennement Halter-Marine Equitable) pour 9,4 millions de dollars. Le premier des quatre navires, arrivé le 20 août 1990, a été nommé BRP Jose Andrada. Il a été nommé d’après Jose Andrada, qui était l’un des premiers officiers de la patrouille offshore du gouvernement du Commonwealth des Philippines. Les Philippines ont commandé un navire supplémentaire en avril 1990 et trois navires supplémentaires en août 1990. En mars 1993, onze autres navires ont été commandés. Au total, 22 navires ont été acquis par la marine philippine jusqu’en 1999.
Le navire a été construit selon les normes de la Garde côtière américaine avec une coque et une superstructure en aluminium. Il est propulsé par deux moteurs Diesel Detroit Diesel Corporation 16V-92TA d’une puissance combinée d’environ 2800 ch, entraînant deux hélices et donnant une vitesse maximale de 28 nœuds (52 km/h). L’autonomie maximale est de 1200 milles marins (2200 km) à 12 nœuds (22 km/h) ou de 600 milles marins (1100 km) à 24 nœuds (44 km/h).
Le navire était conçu à l’origine pour transporter un canon de 40 mm Mk.3, un mortier de 81 mm à l’arrière et quatre mitrailleuses de 12,7 × 99 mm OTAN (calibre .50),. Au lieu de cela, il est armé d’un chain gun M242 Bushmaster de 25 mm sur un affût Mk.38 Mod.0, de quatre mitrailleuses Browning M2HB de calibre 12,7 mm sur des affûts Mk.26, dont deux positionnées à l’avant et deux à l’arrière, et de deux mitrailleuses M60 de 7,62 × 51 mm OTAN (calibre .30), toutes deux montées au milieu du navire. Le navire peut transporter 4000 cartouches de 12,7 mm et 2000 cartouches de 7,62 mm. De grandes jumelles « Big Eyes » sont également transportées sur des supports trépied, l’un sur le gaillard d'avant et l’autre juste au-dessus du mât. Faisant partie du deuxième lot (PG-379 à PG-395), il est équipé d’un chain gun M242 Bushmaster Mk.38 Mod.0 de 25 mm que le premier lot de navires ne transporte pas,,.
Le patrouilleur est équipé d’un radar de recherche et de navigation de surface Raytheon AN/SPS-64(V)11, mais avec une antenne plus petite que celles utilisées sur les plus grands navires de la marine philippine,. Comme tous les autres navires de la marine philippine, il a été équipé du système de suivi des navires de la marine philippine (VTS) par le Naval Sea Systems Command.
Un bateau pneumatique semi-rigide de 4 mètres, propulsé par un moteur hors-bord de 40 ch, est rangé au milieu du navire.

## Historique
En mai 2018, le BRP Filipino Flojo a participé à la troisième activité combinée de sécurité maritime avec la Royal Australian Navy (RAN). Les autres participants philippins étaient les BRP General Mariano Alvarez (PS-38), BRP Anastacio Cacayorin (PS-381), BRP Cebu (PS-28) et BRP Dioscoro Papa (PG-381). La RAN a envoyé pour cet exercice les navires HMAS Albany (ACPB 86) et HMAS Glenelg (ACPB 96).
Du 16 au 20 août 2021, le BRP Filipino Flojo a participé à un exercice d’une semaine baptisé « Exercice Pagsasama 2021 » qui visait à renforcer l’interopérabilité et l’intégration entre les forces d’active et de réserve de la marine philippine. L’exercice a été mené par les forces navales centrales de la marine philippine (NAVFORCEN) et les centres de réserve navale des Philippines des Visayas orientales (NRCEV) et des Visayas occidentales (NRCWV). La phase de préparation a commencé le 12 avril 2021. Avant l’exercice en mer, les réservistes ont assisté à 4 jours de conférences sur les opérations maritimes au Centre d’éducation et de formation maritimes de l’Université de Cebu, avec des participants de la police nationale philippine d’Ormoc et de la 802e division d’infanterie de l’armée philippine, via Zoom. Plus de 100 réservistes ont participé à cet exercice. Tôt le matin du 17 août, ils sont montés à bord des BRP Batak (AT-299), BRP Abraham Campo, BRP Alfredo Peckson, BRP Enrique Jurado, BRP Filipino Flojo et de la 5e division de patrouilleurs. Des manœuvres et des exercices à bord ont été effectués au large des îles Camotes, dans la province de Cebu. Cela a inclus un exercice d’artillerie (GUNNEX) avec des tirs des unités de surface, ainsi qu’une sortie de surveillance maritime, des tactiques de manœuvre en division, des exercices de recherche et de saisie de navires. L’un des points culminants de l’exercice a été la simulation d’un raid amphibie qui s’est tenue le 19 août au parc de la ville d’Ormoc.
Début mars 2023, le BRP Filipino Flojo et le BRP Enrique Jurado (PC-371) ont porté assistance aux passagers et aux membres d’équipage d’un navire à passagers échoué au large de Talibon, à Bohol, le 28 février. Les forces navales centrales, par l’intermédiaire de la Force opérationnelle navale 50, ont déployé les deux patrouilleurs pour aider le M/V Starlite Saturn, un navire roulier (RoRo) de transport de passagers qui s’était échoué au large de l’île de Bilangbilangan dans la municipalité de Talibon. Le navire commercial transportait 157 personnes dont 102 passagers et 55 membres d’équipage. L’intervention immédiate des PC-386 et PC-371, ainsi que du navire de la Garde côtière philippine BRP Malamawi (FPB-2403) et de quelques bateaux à moteur civils présents dans la zone, a permis de transférer en toute sécurité 88 passagers à bord d’une embarcation SuperCat, le M/V St. Camael qui les a ensuite transporté au quai 5, dans le port de Cebu. 14 autres passagers, qui étaient des conducteurs de camions, se sont portés volontaires pour rester à bord du navire afin de surveiller leurs cargaisons,.
En octobre 2023, le BRP Filipino Flojo a évacué 30 passagers du MV Filipinas Butuan échoué à Santa Fe, sur l’île Bantayan, à Cebu. Les forces navales centrales ont dépêché le BRP Filipino Flojo après avoir reçu un appel de détresse du navire qui s’était échoué dans les eaux peu profondes de l’île de Bantayan. Le BRP Filipino Flojo était accompagné du BRP Cape San Agustin de la Garde côtière philippine, qui a transporté les passagers et l’équipage jusqu’à la jetée d’Iloílo.
En novembre 2024, le BRP Filipino Flojo (PC386) a effectué un exercice de lancement et manipulation de ses canots pneumatiques, qui jouent un rôle essentiel dans les opérations d’aide humanitaire et d’intervention lors de catastrophes. La Marine philippine a déclaré que cet équipement spécialisé est conçu pour améliorer sa capacité à exécuter des missions de recherche et de sauvetage dans des environnements maritimes difficiles. La formation était axée sur la maîtrise des techniques opérationnelles requises pour manœuvrer efficacement le canot pneumatique, et permettait de s’assurer que le personnel était parfaitement préparé à intervenir rapidement et efficacement dans les situations d’urgence.